# Lucoli
Lucoli è un comune italiano sparso di 849 abitanti della provincia dell'Aquila, in Abruzzo, posto nell'appennino abruzzese, a circa 15-20 km dal capoluogo abruzzese, la cui sede municipale si trova nella frazione di Collimento. Faceva parte della comunità montana Amiternina. Nel comune si trova l'abbazia di San Giovanni Battista, patrono di Lucoli, mentre non lontano dal comune si trova anche la stazione sciistica di Campo Felice di cui è, assieme a Rocca di Cambio e Rocca di Mezzo, punto di riferimento per la ricettività della stazione invernale.

## Geografia fisica

### Territorio
Il territorio del comune, abbastanza esteso, si colloca ai margini settentrionali del Parco naturale regionale Sirente-Velino, poco oltre il parco, e può essere suddiviso in una parte sub-montana abitata e una parte montana.
La parte abitata è adagiata in una valle che discende dalla Piana di Campo Felice (in buona parte rientrante anch'essa nel territorio del Comune), solcata dal corso del Torrente Rio (le cui acque si immettono poi in quelle del Torrente Raio, proveniente da Sassa-Tornimparte, che a sua volta si immette nell'Aterno nel territorio del comune dell'Aquila), tra il gruppo montuoso di Monte Orsello-Monte Puzzillo (2044 m) e quello di Monte Ocre-Monte Cagno (2202 m) fino all'imbocco della Conca aquilana, tra un'altitudine compresa tra i 750 m e i 1380 m s.l.m. e attraversata dalla Strada statale 584 di Lucoli.
La parte montana presenta diverse cime che superano i 2000 m (Monte Cefalone, Monte Puzzillo, Monte La Torricella, Punta dell'Uccettù, Monte Costone) poste ai confini con le Montagne della Duchessa ed il massiccio del Monte Velino e dall'interessante risvolto paesaggistico nonché alcune vaste distese forestali dall'interessante risvolto naturalistico (Bosco di Monte Orsello, Bosco di Monte Puzzillo e Bosco di Cerasuolo).

### Geologia
Nei pressi del confine nord-est del comune si è registrato l'epicentro del rovinoso sisma del 6 aprile 2009 sebbene il comune non abbia fatto registrare danni cospicui come invece in quelli di zone immediatamente limitrofe come Roio probabilmente grazie alla schermatura del gruppo di Monte Ocre-Monte Cagno.

## Storia
Il nome Lucoli, deriva dal latino Luculus, cioè boschetto sacro. I suoi primi abitanti furono i Sabini, ma le prime notizie storiche sicure risalgono all'alto medioevo.
I primi documenti che citano Lucoli sono ricordati nel Chronicon Farfense (1062-1099) e in una bolla del 1178 di papa Alessandro III. La costituzione della contea di Collimento (antico Castello di Colomonte) risale al conte Odorisio, figlio di Berardo dei Conti dei Marsi. Odorisio fece importanti donazioni all'Abbazia di San Giovanni Battista. Il Castello di Lucoli partecipò alla fondazione dell'Aquila, edificando il quartiere di San Giovanni di Lucoli che si estendeva dalle case della Rivera, l'attuale San Marciano. Dopo essere stata feudo dei Collimento, Lucoli divenne regia, entrando nel territorio comunale dell'Aquila. Lucoli passo in seguito alla giurisdizione degli Oranges e dei suoi capitani.
Il castello lucolano aveva nel Trecento dato sostegno agli abitanti del Quartiere aquilano di San Giovanni di Lucoli insorto contro Giovanna I. Nel 1529 fu però infeudata agli Ossorio. In seguito passò agli Alvarez Ossorio (1560), ai Colonna (1581), ai Palma (1610), di nuovo dei Colonna (1635), ai Barberini (1661-1806). La lunga storia delle feudalità lucolane si concluse nel 1805, quando Giuseppe Bonaparte abolì le feudalità.
Con il regio decreto n. 1564 del 29 luglio 1927 viene disposta la soppressione e l'annessione al comune dell'Aquila dei comuni di Arischia, Bagno, Camarda, Lucoli, Paganica, Preturo, Roio, Sassa, nonché la frazione di San Vittorino del comune di Pizzoli. Nel 1947 Lucoli dopo essere stato per 20 anni una frazione dell'Aquila fu il solo degli otto a riuscire a ritornare comune autonomo. La sede principale è in contrada Collimento, e ha le ville di Lucoli Alto, località San Giovanni Battista, San Menna, Colle di Lucoli, Peschiolo e Casamaina.

### Simboli
Il comune ha adottato uno stemma
che si può blasonare d'azzurro, alla gemella in banda d'argento, accompagnata da due rose del secondo. Il gonfalone è un drappo di rosso.
Si trova anche una versione con due stelle a otto punte al posto delle rose, ed un gonfalone di tessuto bianco.

## Monumenti e luoghi d'interesse

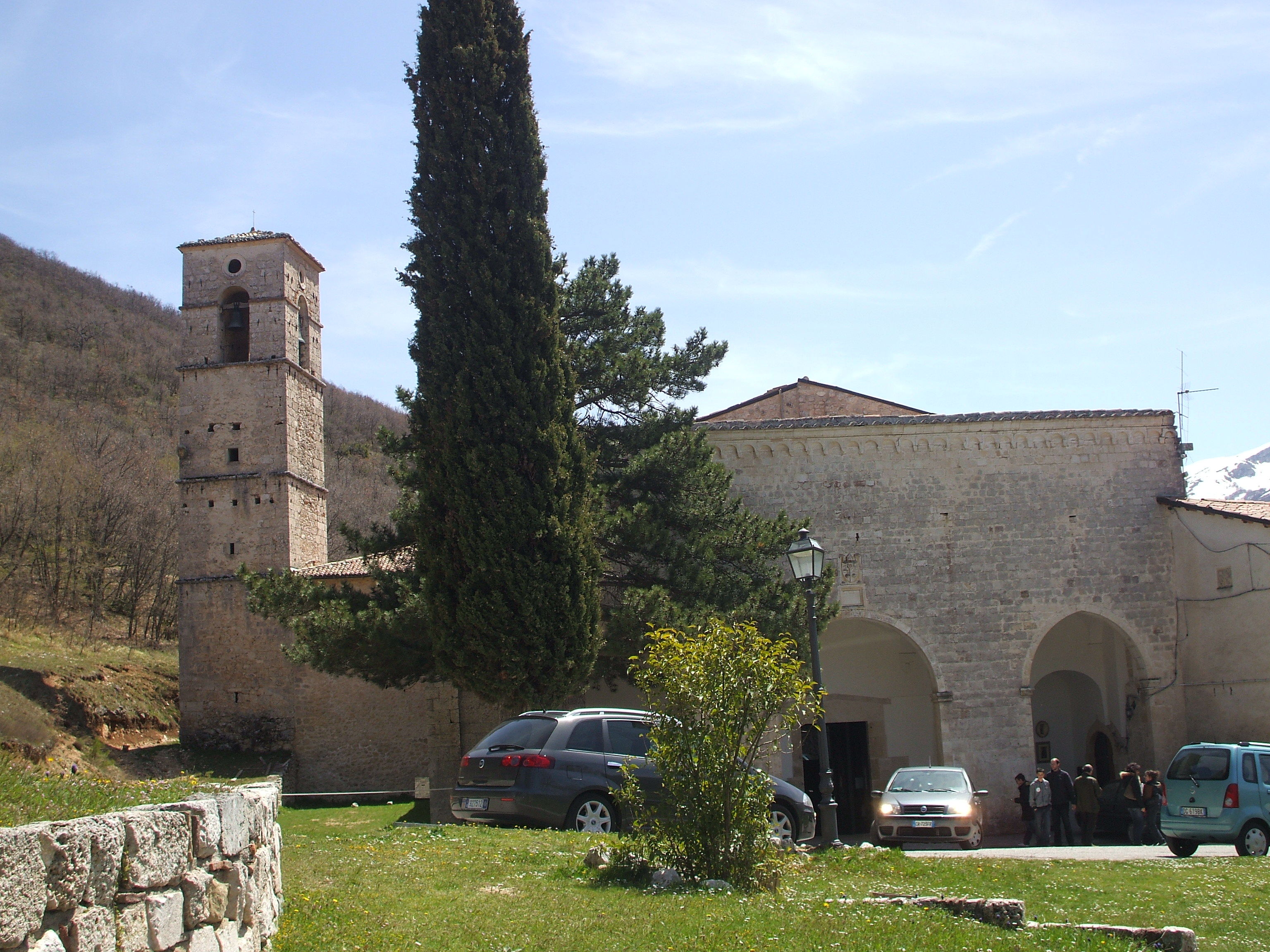
Abbazia di San Giovanni Battista.

Nel vasto territorio comunale sono presenti numerosi luoghi d'interesse storico, artistico e religioso.

### Architetture religiose

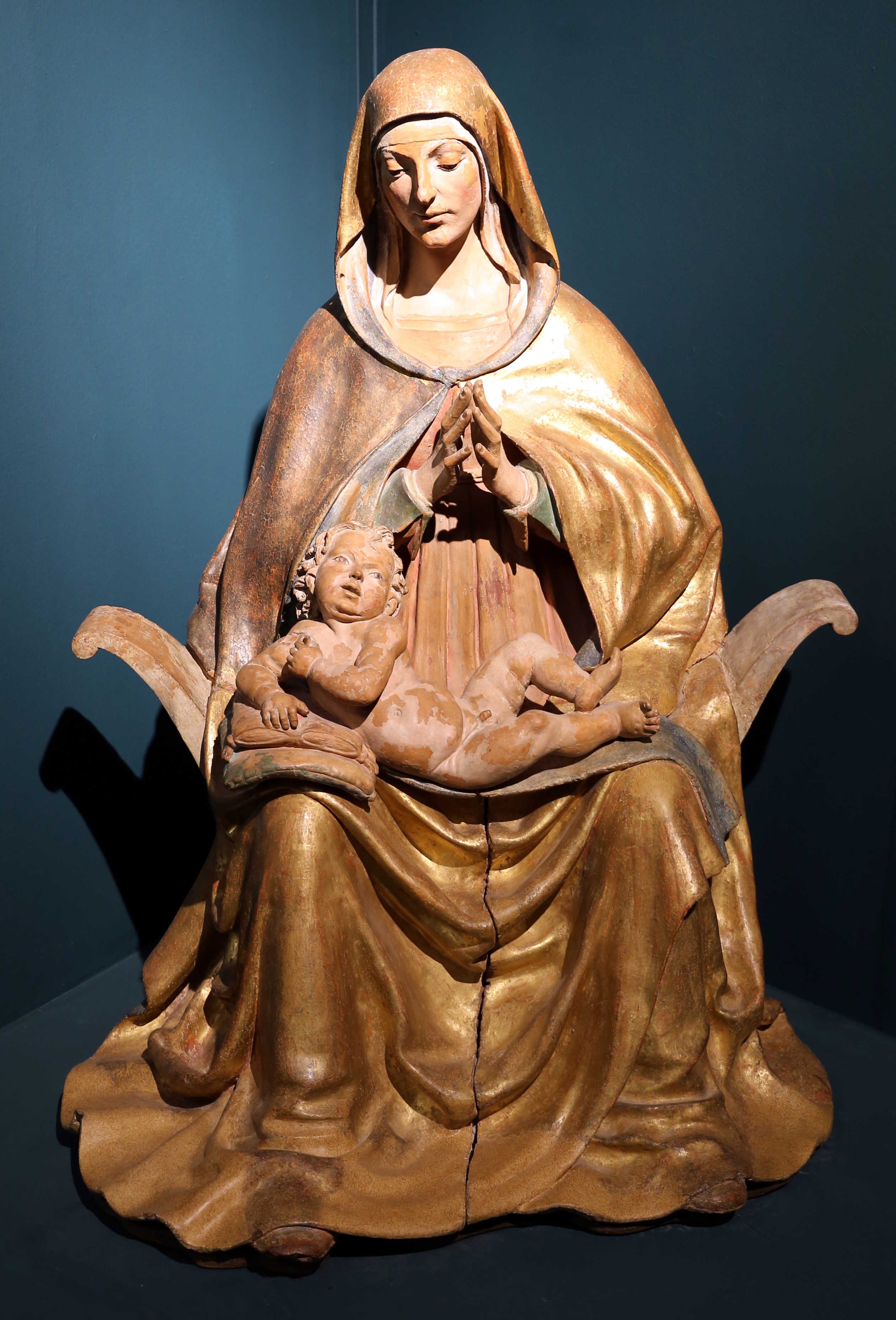
Madonna adorante il Bambino, opera di Giovanni Antonio da Lucoli (XVI sec.), Pinacoteca civica di Ascoli Piceno

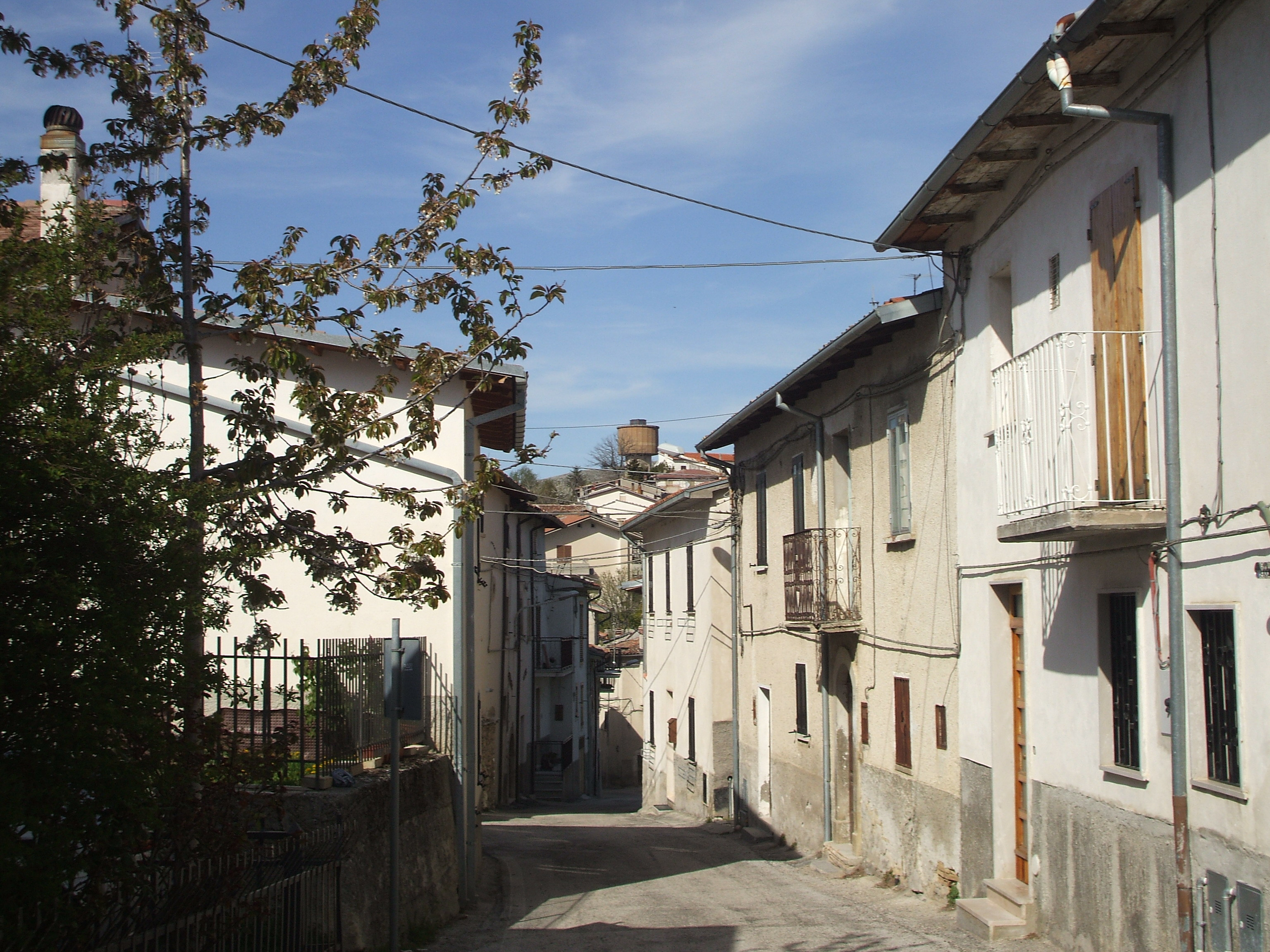
Scorcio della frazione di Santa Croce

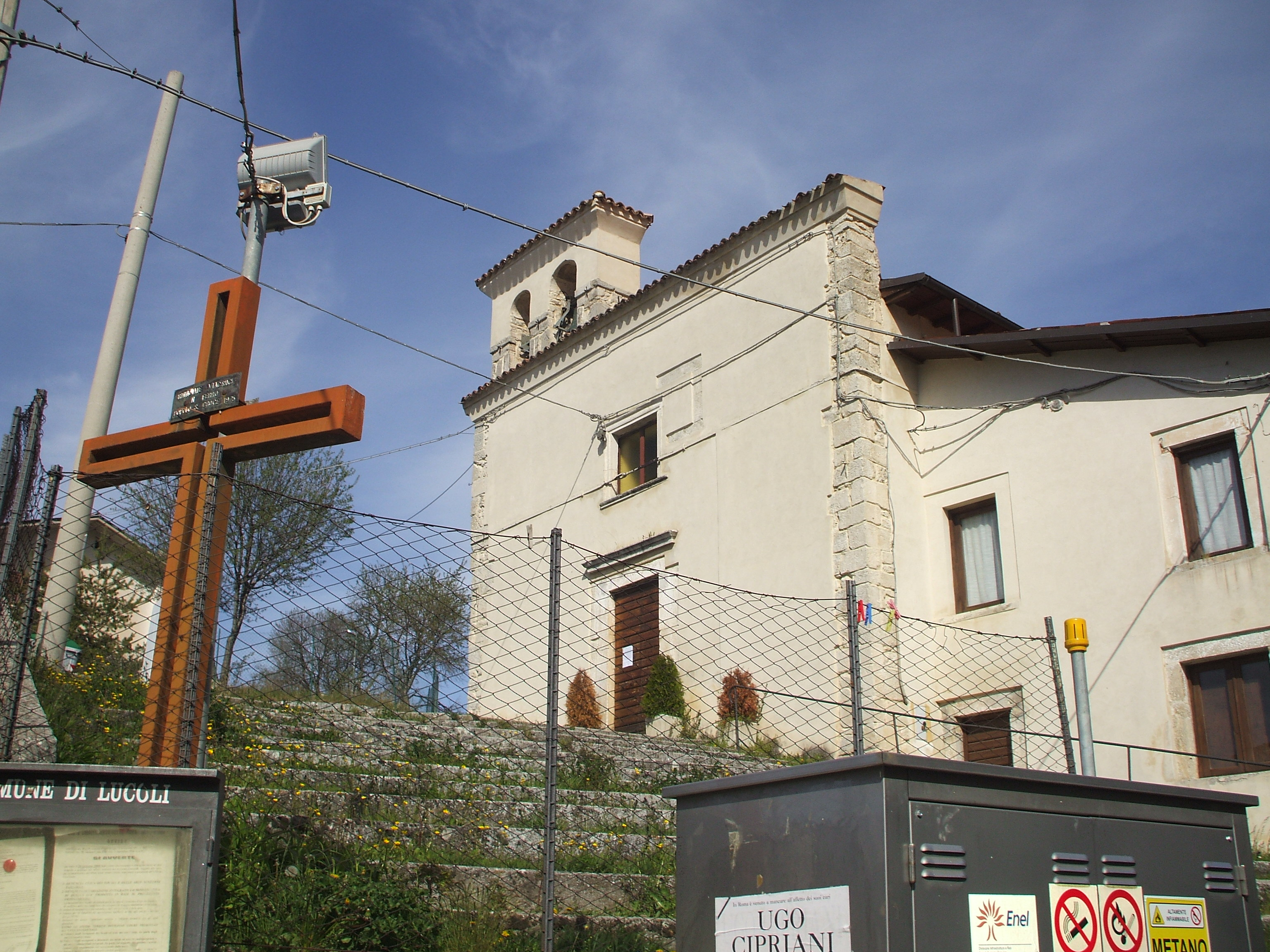
Chiesa di Santa Croce

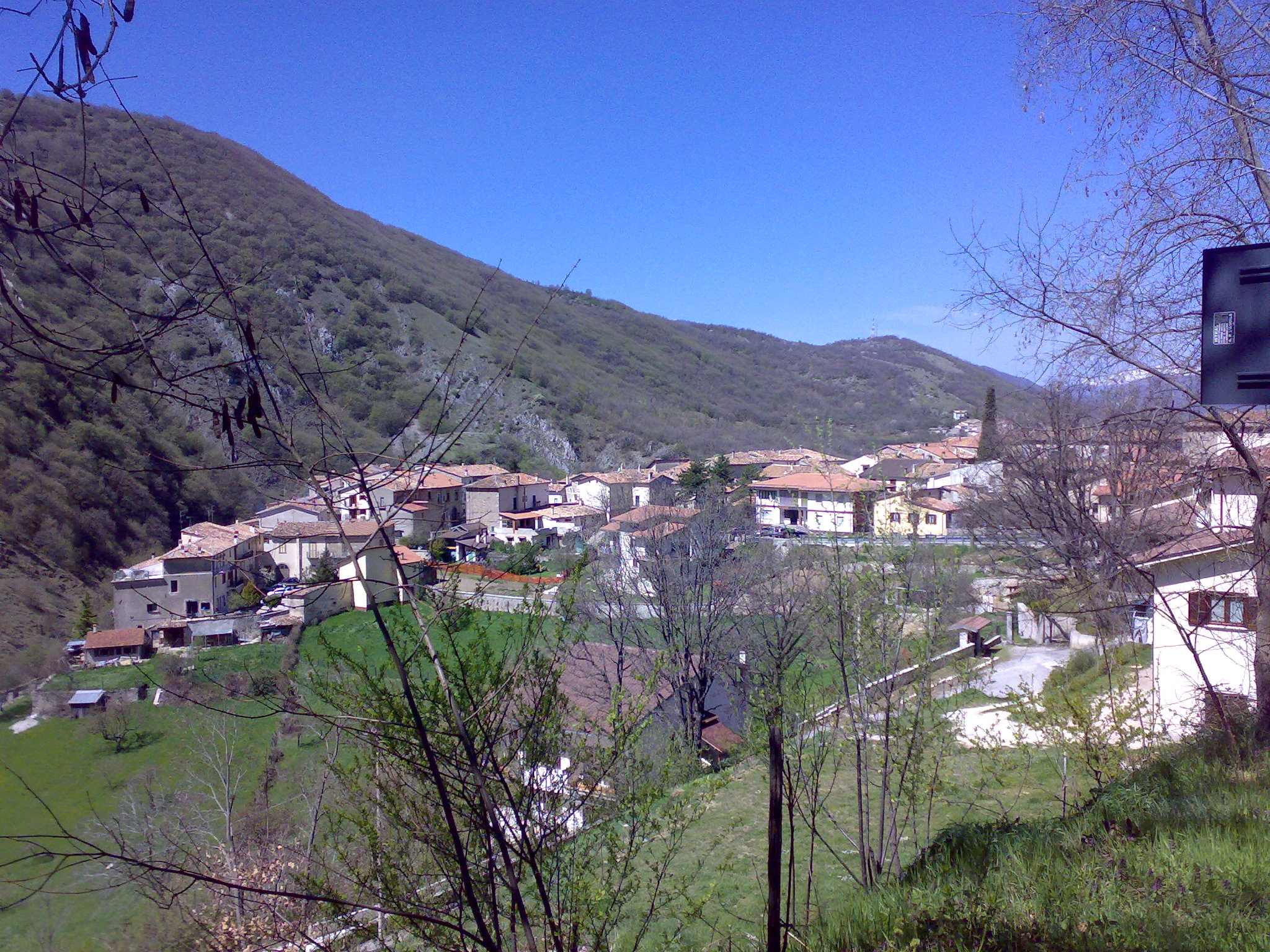
Veduta di Collimento

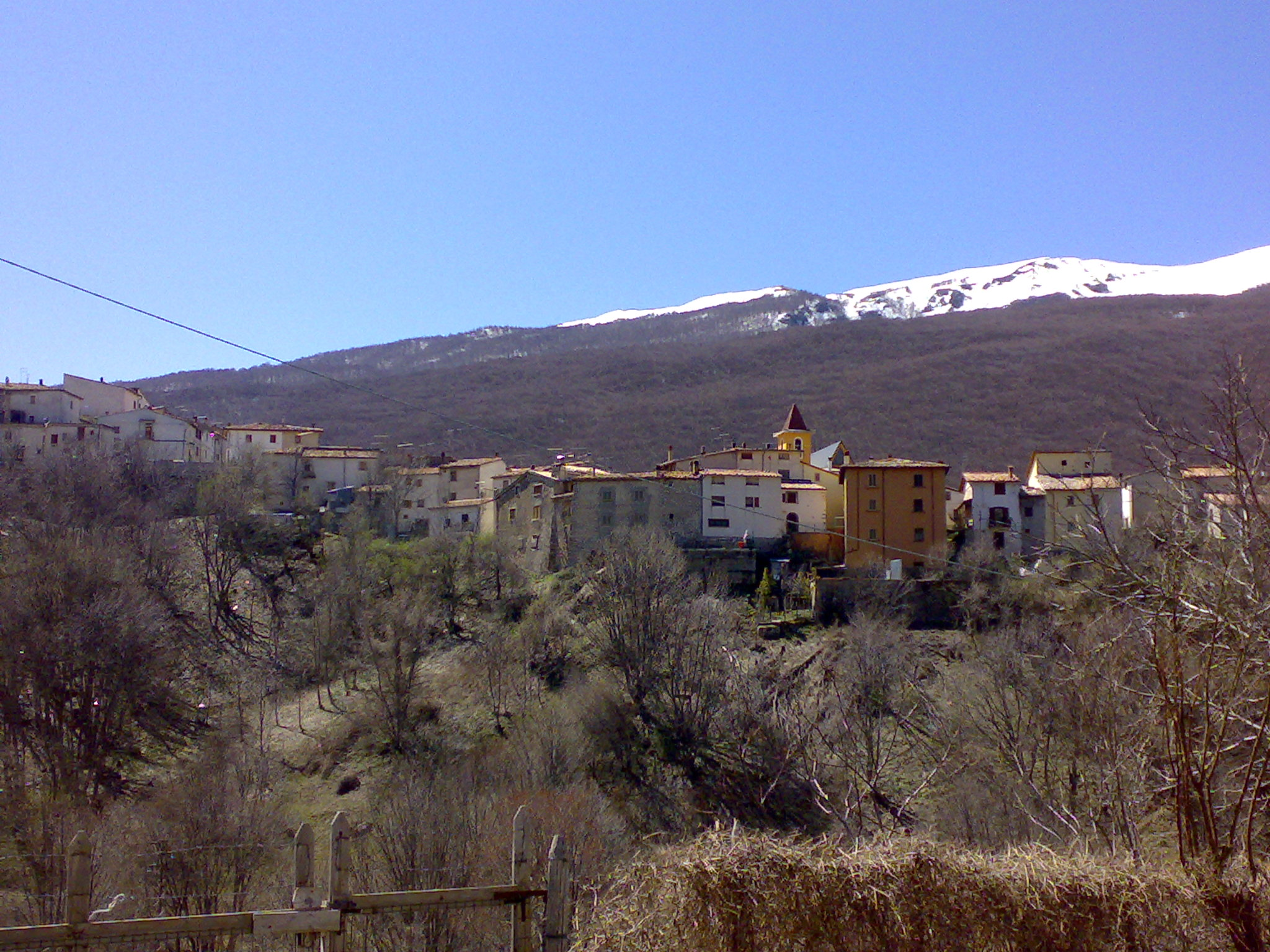
Veduta di Casamaina

#### Abbazia di San Giovanni Battista
L'abbazia di San Giovanni Battista è senza dubbio il fiore all'occhiello dell'importante patrimonio artistico-culturale del comune di Lucoli. Le sue origini risalgono al 1077. A seguito del terremoto dell'Aquila del 1703 l'interno dell'abbazia fu trasformato in stile barocco, ma dopo un primo restauro nel 1835 ed uno più recente nel 1994, la basilica è tornata al suo originario splendore. Di particolare importanza risultano essere gli affreschi rinvenuti proprio con l'ultimo restauro, attribuiti al De Litio, il chiostro e il porticato. All'interno dell'abbazia si può ammirare anche l'organo del Farina (1500), ritenuto essere il più antico d'Abruzzo.

#### Altre chiese
- Chiesa parrocchiale di San Sebastiano: si trova in contrada Collimento, risale al XV-XVI secolo. Dopo il terremoto del 1703 è stata rifatta negli interni, mostra la facciata ad andamento orizzontale schiacciato, con il portale principale architravato in pietra, e sovrastato da tre quadrotte. L'interno è a tre navate, ampiamente rifatto nella seconda metà del Settecento. Conservava delle opere di Giovanni Antonio da Lucoli, conservate ora nella Pinacoteca civica di Ascoli Piceno.
- Chiesetta di San Michele Arcangelo: si trova in contrada Lucoli Alto, sopra il monte che sovrasta l'abitato. Si suppone fosse stata edificata dai Longobardi, tuttavia l'aspetto attuale è frutto di un grande rifacimento dopo i danni del terremoto di Avezzano del 1915, completata nel 1938. La chiesa si presenta a pianta rettangolare, con esterno rivestito in pietra concia, la copertura è a capanna semplice, la facciata è decorata dal portale tardo barocco con il timpano curvilineo spezzato. Adiacente al prospetto posteriore si erge il campanile turrito, con due campane. L'interno a navata unica ha l'altare maggiore con la statua del Santo, e si conserva un affresco del XIV secolo della Madonna col Bambino in trono con i santi.
- Chiesa di Sant'Andrea: si trova nel centro di Lucoli Alto, non si sa quanto sia antica per il rifacimento del XVIII secolo, è a pianta rettangolare, con la facciata a capanna, divisa da cornice marcapiano. La parte di base è in pietra concia irregolare, più antica del Settecento, mentre la parte superiore è rivestita da intonaco. Il portale architravato ha timpano triangolare.
- Chiesa di Santa Croce: in via Vallescura, è settecentesca, con la tipica facciata quadrata aquilana, intonacata, portale architravato sovrastato da finestrone centrale, e campanile a vela sulla sinistra. L'interno è a navata unica.
- Chiesa di San Menna d'Egitto: nella contrada omonima, è una delle chiese più importanti del comune, nonché una delle più antiche. Un documento dell'abbazia di San Giovanni, testimonia che la chiesetta risalirebbe al IX secolo, eretta sopra un tempio romano. L'aspetto attuale è abbastanza diverso da come doveva essere nel Medioevo, e ha un portale tardo cinquecentesco con timpano curvilineo spezzato. L'interno è più interessante perché conserva materiale di spoglio da templi romani presenti nella zona, come lapidi, colonne, provenienti da Amiternum e Alba Fucens, dato che la zona fu interessata dalla presenza dei Conti dei Marsi di Celano.

### Aree naturali

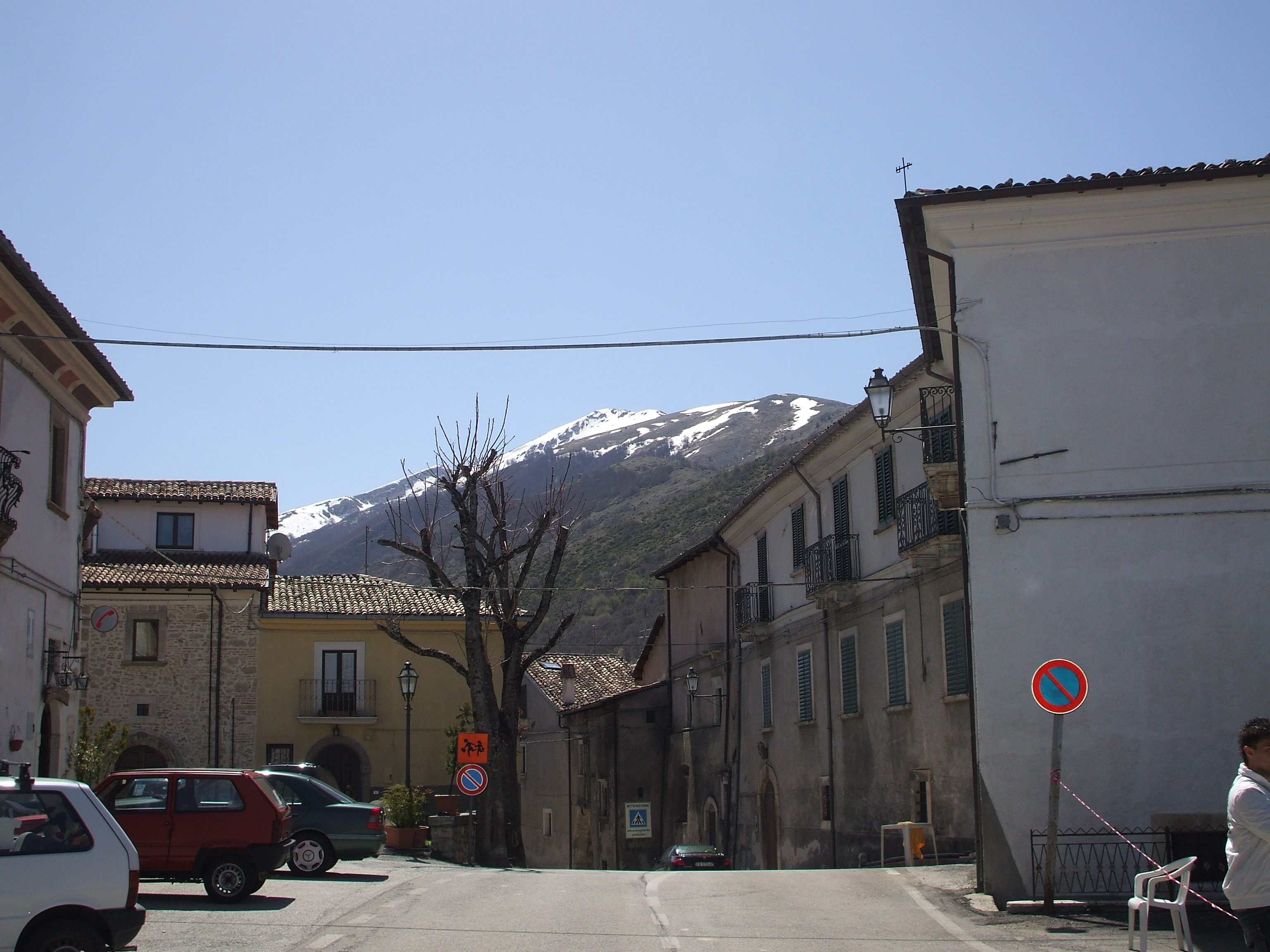
Il gruppo montuoso di Monte Orsello da Collimento

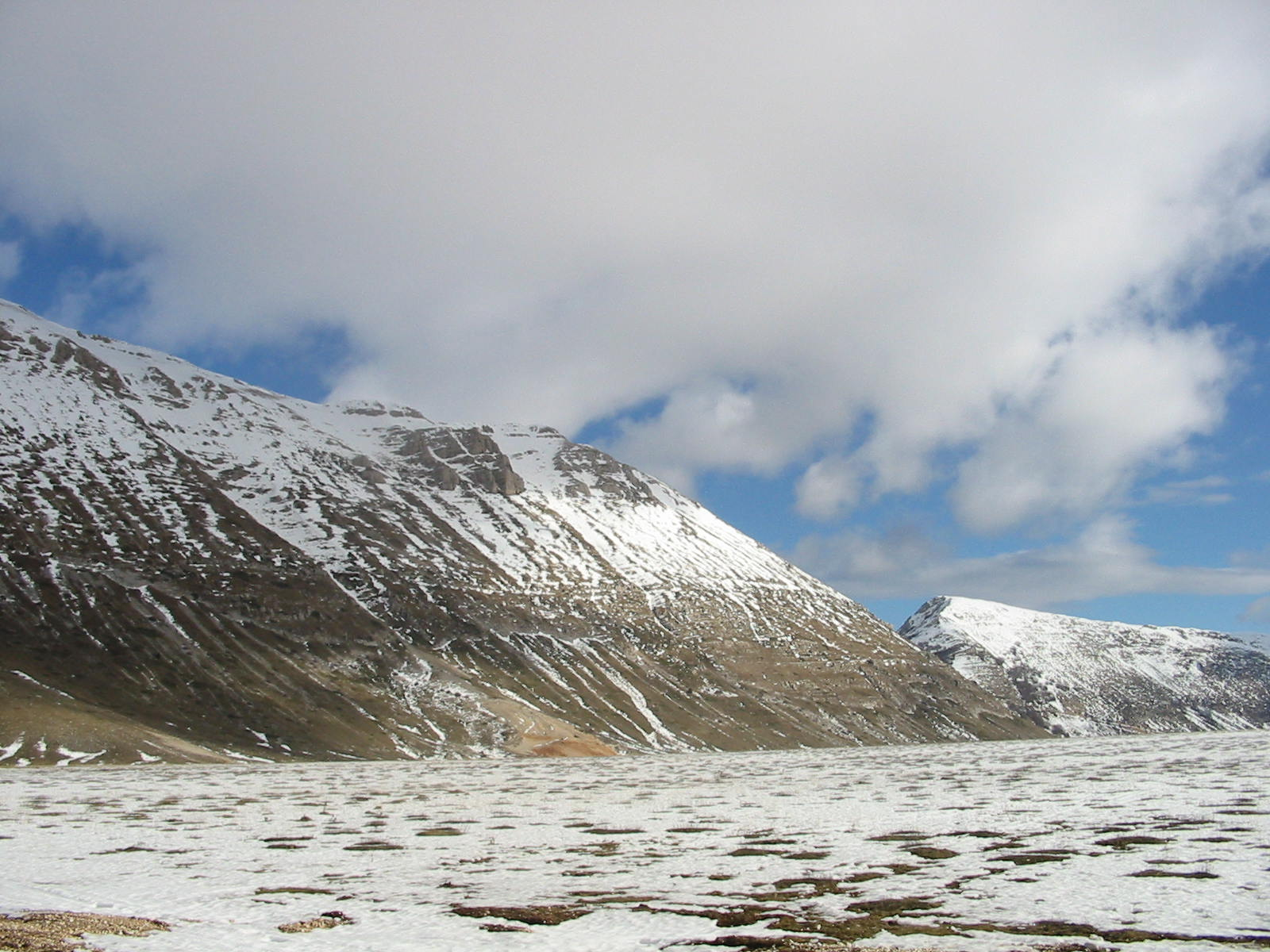
Campo Felice (Monte Cefalone)

Il comune offre possibilità di escursionismo sci escursionismo, scialpinismo e arrampicata sportiva sulle montagne del territorio, oltre allo sci alpino e allo sci nordico a Campo Felice. I luoghi di interesse naturalistico sono:
- Gruppi montuosi di Monte La Quartora-Monte Cefalone e Monte Orsello-Monte Puzzillo
- Valle del Rio - Grottelle - Giumenta - Morretano - Campitello
- Piana di Campo Felice
- Bosco di Cerasuolo e Prato Capito (o Agapito)

## Società

### Evoluzione demografica
Abitanti censiti

### Dialetto
Nel comune si parla una variante del dialetto aquilano, rientrante nella famiglia dei dialetti italiani mediani.

### Festività
Patrono di Lucoli è San Giovanni Battista - 24 giugno
Oltre alle feste patronali nelle varie frazioni la Pro Loco organizza annualmente:
- Festa della Montagna a Campo Felice, a giugno-luglio;
- Per alcuni anni si è svolta la Sagra del Toro allo spiedo, che non rientrava nelle feste tradizionali del luogo ed aveva luogo ad agosto.

## Economia
Attualmente la vicinanza con L'Aquila permette ai Lucolani di vivere prevalentemente di terziario con rilevante occupazione anche nel polo industriale aquilano (farmaceutica ed elettronica) e in settori tipici quali l'edilizia. Un'attività economica è il turismo estivo e invernale nelle aree naturali del comune, che ha raggiunto il suo apice negli anni novanta, con presenza di discrete strutture ricettive alberghiere.

## Geografia antropica
Il territorio comunale di Lucoli è formato da diciassette frazioni: Casavecchia, Colle, Piaggia, Collimento, Lucoli Alto, Prata, Peschiolo, Prato Lonaro I, Prato Lonaro II, S. Menna, S. Croce, Francolisco, S. Andrea, Spogna, Spognetta, Vado Lucoli, Casamaina.
Santa Croce, Francolisco, San Menna e Sant'Andrea, che nell'insieme vengono popolarmente chiamate "Ville di Lucoli", si trovano, assieme alle frazioni di Peschiolo, Prata e Casamaina, sulla sponda ovest del torrente Rio, che divide il comune in due parti; la frazione Santa Croce in particolare si trova alle pendici del monte Munito posto a 1.118 metri di altitudine, sede di importanti strutture di telecomunicazioni della conca aquilana. Nella sponda est del Rio sono situate invece le frazioni di Piaggia, Casavecchia, Colle, Spogna, Spognetta, Collimento (sede municipale), Vado Lucoli e Lucoli Alto, nonché la Frazione 'Prato Lonaro’ ( I e II), insediamento turistico realizzato negli anni settanta(frazione dagli anni 2000).

## Amministrazione
| Periodo        | Periodo        | Primo cittadino           | Partito                                            | Carica                  | Note          |
| -------------- | -------------- | ------------------------- | -------------------------------------------------- | ----------------------- | ------------- |
| 23 aprile 1995 | 13 giugno 1999 | Tullio Tempesta           | Lista Civica di Centro-sinistra                    | Sindaco                 | [ 11 ]        |
| 14 giugno 1999 | 29 marzo 2010  | Luciano Giannone          | Lista Civica                                       | Sindaco                 | [ 12 ] [ 13 ] |
| 30 marzo 2010  | 30 maggio 2015 | Valter Chiappini          | Lista Civica di Centro-sinistra Insieme per Lucoli | Sindaco                 | [ 14 ]        |
| 31 maggio 2015 | 12 luglio 2017 | Gianluca Marrocchi        | Lista Civica Proposta X Lucoli                     | Sindaco                 |               |
| 13 luglio 2017 | 9 giugno 2018  | Maria Cristina Di Stefano |                                                    | Commissario prefettizio |               |
| 10 giugno 2018 | 15 maggio 2023 | Valter Chiappini          | Lista Civica di Centro-sinistra Lucoli al Centro   | Sindaco                 | [ 15 ]        |
| 15 maggio 2023 | in carica      | Michelangelo Peretti      | Lista Civica Lucoli al Centro                      | Sindaco                 | [ 15 ]        |

### Gemellaggi
- Sassuolo, dal 2011[16]